# Kinder-Hospiz Sternenbrücke

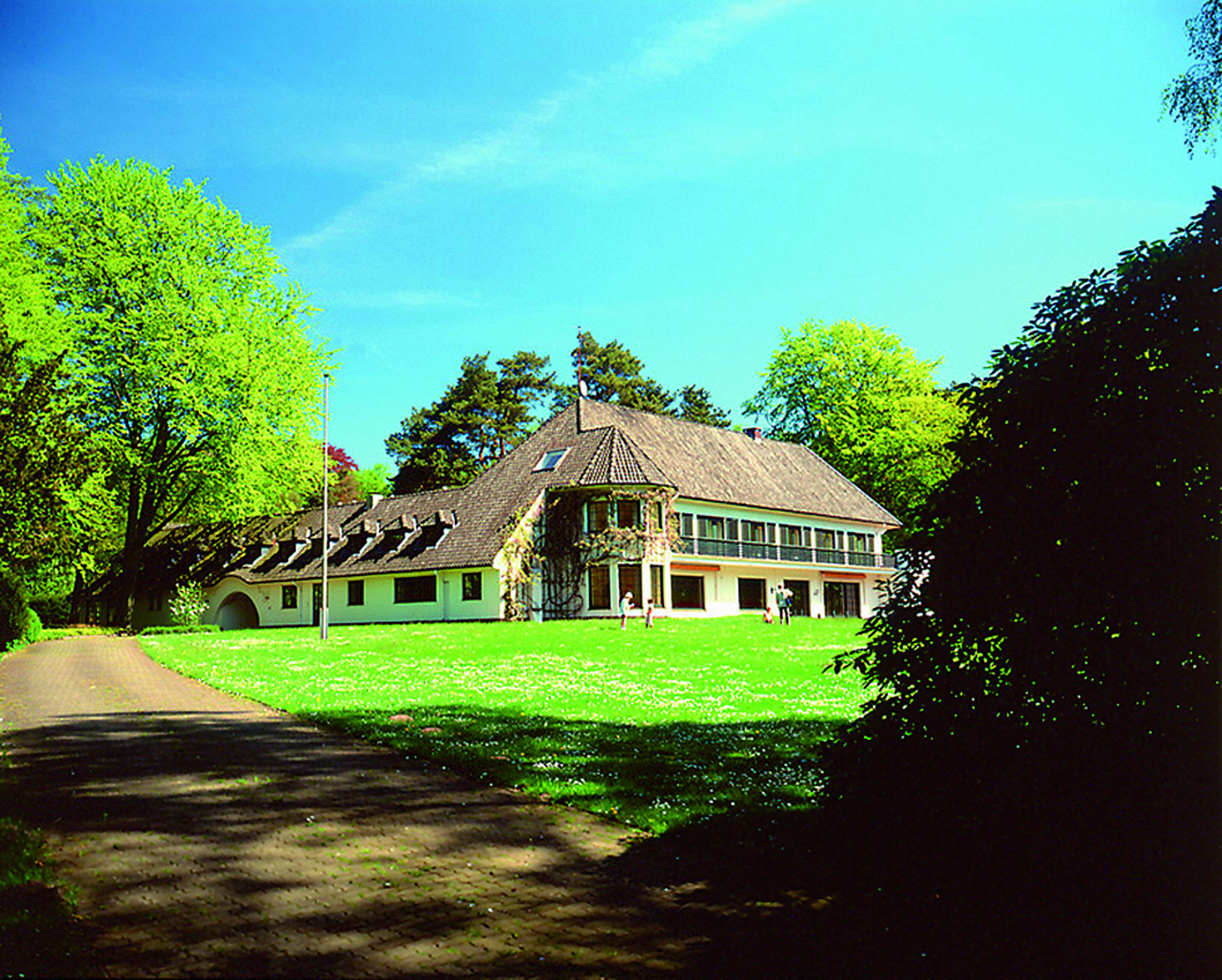
Das Kinder-Hospiz Sternenbrücke in Hamburg-Rissen

Das Kinder-Hospiz Sternenbrücke ist eine 2003 eröffnete Palliativeinrichtung in Hamburg-Rissen für lebensverkürzend erkrankte junge Menschen bis zu einem Alter von 27 Jahren. Davor war es das Bildungszentrum der Albingia-Versicherungsgesellschaft. Im Kinderhospiz können die jungen Menschen gemeinsam mit ihren An- und Zugehörigen aufgenommen werden. Zudem werden die Familien nicht nur in der letzten Lebensphase ihres Kindes, sondern auch auf dem oft viele Jahre dauernden Krankheitsweg im Rahmen der Entlastungspflege begleitet. Auch nach dem Verlust ihres Kindes hilft die Sternenbrücke den Familien bei der Trauerbegleitung.

## Geschichte
Ende der 1990er Jahre erkannte Ute Nerge, die Begründerin des Kinder-Hospiz Sternenbrücke, als Kinderkrankenschwester in einer Klinik bei Familien mit unheilbar erkrankten Kindern den Bedarf nach palliativer Begleitung. Peer Gent, damals Leiter eines Pflegedienstes, unterstützte ihre Idee, das erste stationäre Kinderhospiz Norddeutschlands zu gründen. So wurde am 1. Dezember 1999 der Förderverein für das Kinder-Hospiz Sternenbrücke e.V. als Wegbereiter und Vorläufer der Sternenbrücke gegründet. Damals stand der Aufbau des Kinderhospizes im Vordergrund. Heute sammelt der Förderverein vor allem Spenden für den täglichen Betrieb und die inhaltliche Arbeit der Sternenbrücke.
Am 7. September 2001 wurde die Stiftung Kinder-Hospiz Sternenbrücke als Träger des Kinderhospizes gegründet. Den Vorstand der als gemeinnützig und mildtätig anerkannten Stiftung bilden Peer Gent, Sonja Albers und Christiane Schüddekopf. Ein multiprofessionell besetztes Kuratorium steht dem Vorstand mit Fachwissen aus den Bereichen Medizin, Recht, Kirche und Wirtschaft ehrenamtlich beratend zur Seite.
Das Kinder-Hospiz Sternenbrücke wurde am 17. Mai 2003 als Kinderhospiz eröffnet und am 16. April 2010 wurde es mit einem Anbau erweitert, um als Jugendhospiz auch für junge Erwachsene bis zu einem Altern von 27 Jahren da sein zu können. Seither wurden rund 700 betroffene Familien aus ganz Deutschland in der Sternenbrücke begleitet.

### Akademie Kinder-Hospiz Sternenbrücke
Um die interdisziplinäre Betreuung unheilbar erkrankter junger Menschen und ihrer Familien stetig zu verbessern, wurde am 20. Januar 2011 die Akademie Kinder-Hospiz Sternenbrücke eröffnet. Das Fort- und Weiterbildungsprogramm wendet sich nicht nur an medizinisch-pflegerische Berufsgruppen, sondern spricht auch Pädagoginnen und Pädagogen, Lehrerinnen und Lehrer, Erzieherinnen und Erzieher, Ehrenamtliche in der Kinderhospizarbeit, betroffene Eltern sowie weitere An- und Zugehörige an. Ziel der Akademie ist es, den Teilnehmenden aktuelle Erkenntnisse für die bestmögliche Pflege und Begleitung der betroffenen Familien zu vermitteln. Zudem soll eine optimale Vernetzung aller Beteiligten ermöglicht und das gegenseitige Verständnis für die besonderen Situationen in den jeweiligen Arbeitsbereichen gefördert werden.
Die Akademie Kinder-Hospiz Sternenbrücke ist in zwei Arbeitskreisen aktiv: dem Bundesarbeitskreis Kinderhospizakademien und dem Arbeitskreis „Weiterbildung in der pädiatrischen Palliativversorgung nach dem Dattelner Curriculum“. Das Hauptziel ist es, die Qualität der Weiterbildung in pädiatrischer Palliative Care sicherzustellen und fortlaufend zu verbessern. Diese Arbeitskreise fördern außerdem die Vernetzung im Bereich der Bildungsarbeit für Kinder- und Jugendhospize sowie die gemeinsame Öffentlichkeitsarbeit auf Bundesebene.

## Inhalte der Arbeit
In der Sternenbrücke werden lebensverkürzend erkrankte junge Menschen bis zu einem Alter von 27 Jahren und ihre Familien von Gesundheits- und (Kinder-)Krankenpflegekräften, erfahrenen Kinder- und Jugend- sowie Palliativmedizinerinnen und -medizinern, Physiotherapeutinnen, Sozialpädagoginnen, Erzieherinnen und Erziehern, einer Brückenschwester, (Heil-)Pädagoginnen und -pädagogen und Trauerbegleiterinnen begleitet. Das Kinderhospiz kann 12 erkrankte Personen und bis zu 40 Zu- und Angehörige aufnehmen. Aufnahmekriterien sind eine verkürzte Lebenserwartung aufgrund einer unheilbaren Erkrankung oder eine schwerstmehrfache Behinderung (Pflegestufe 3), die wahrscheinlich im Kindes- oder Jugendalter zum Tod führt. Dies muss durch eine ärztliche Verordnung zur Hospizpflege bescheinigt werden.
Nach Schätzungen leben in Deutschland bis zu 50.000 junge Menschen, die an lebensbegrenzenden Krankheiten oder Behinderungen leiden, die ihr Leben so sehr verkürzen, dass sie noch im Kindes- oder Jugendalter versterben. Neben der Sternenbrücke gibt es in Deutschland 18 weitere Kinderhospize, die den erkrankten jungen Menschen und ihren Familien die größtmögliche Unterstützung geben.

## Entlastungspflege
Anders als in Erwachsenenhospizen können unheilbar erkrankte Kinder, Jugendliche und junge Erwachsene nicht nur zur Sterbebegleitung in das Kinder-Hospiz Sternenbrücke kommen. Bereits auf dem oft viele Jahre andauernden Krankheitsweg finden die jungen Menschen im Rahmen von Entlastungspflegeaufenthalten für mindestens 28 Tage im Jahr zusammen mit ihren Zu- und Angehörigen Aufnahme in der Sternenbrücke.  Während dieser Aufenthalte kann das gesamte Familiensystem Kraft für den weiteren schweren Weg schöpfen und Erholung finden. Die Arbeit des Kinderhospizes besteht zu 80 Prozent aus der Entlastungspflege.

## Begleitung am Lebensende
In der letzten Lebensphase eines erkrankten jungen Menschen ist ein zeitlich unbefristeter Aufenthalt in dem Kinderhospiz jederzeit möglich. Durch einen Bereitschaftsdienst und die speziell in der Palliativversorgung aus- und weitergebildeten Pflegefachkräfte sowie der Brückentätigkeit, bei der die Brückenschwester als Bindeglied zwischen ärztlicher Versorgung oder Krankenhaus und dem Pflegeteam fungiert, kann auf jede Situation mit großer Empathie eingegangen werden.

## Begleitung nach dem Verlust
Auch nach dem Verlust ihres Kindes unterstützen Trauerbegleiterinnen die Familien mit verschiedenen Angeboten bei der Trauerbewältigung, damit die betroffenen Familien einen Weg in ihr verändertes Leben finden können.

## Finanzierung
Die täglichen Kosten für die Pflege und Begleitung einer Familie im Kinder-Hospiz Sternenbrücke belaufen sich im Schnitt auf 1.380,00 Euro. Etwa 60 Prozent der Kosten, vor allem für die Pflege des erkrankten Kindes, werden von den Kranken- und Pflegekassen übernommen. Da die Sternenbrücke aber nicht nur das erkrankte Kind pflegt, sondern auch das Familiensystem auf vielfältige Weise unterstützt, um es in dieser schwierigen Lebensphase zu stabilisieren, bleiben rund 40 Prozent der Kosten von den gesetzlichen Kostenträgern ungedeckt. Um allen Betroffenen – unabhängig von ihrer finanziellen Situation – Hilfe anbieten zu können, ist die Sternenbrücke auf Spenden in Höhe von 2,1 Millionen Euro pro Jahr angewiesen.

## Prominente Unterstützerinnen und Unterstützer
(Quelle: )
- Hugo Egon Balder
- Nina Bott
- Isabel Edvardsson
- Yasmina Filali
- Thomas Heinze
- Thomas Helmer
- Steffen Henssler
- Lotto King Karl
- Udo Lindenberg
- Hubertus Meyer-Burckhardt
- Jürgen Vogel
- Carlo von Tiedemann
- Thekla Carola Wied
- Rolf Zuckowski